# 美洲白颈鸦
美洲白颈鸦（学名：Corvus leucognaphalus）是鸦科鸦属的一种，分布于波多黎各（已绝灭）、美国本土外小岛屿、多米尼加共和国和海地。全球活动范围约为8,300平方千米。该物种的保护状况被评为易危。
美洲白颈鸦的栖息地包括亚热带或热带的湿润低地林和亚热带或热带的湿润山地林。